# إكس مان (مسلسل تلفزيوني)
كان (اكس مان) (Hangul: X 맨) أحد عروض الألعاب في كوريا الجنوبية الشهير الذي استمرت مدته من 8 نوفمبر 2003 إلى 8 أبريل 2007 على SBS. وبلغت شعبيتها ذروتها في الفترة من 2004 إلى 2006. استضاف البرنامج يو جاي سوك، كانغ هو دونغ، كيم جي دونج، مع كيم بينغ واسُتبدل
```
بنجاح بعد ذلك بغونغ هيونغ جين، وبارك كيونج ليم، ولي هيوك جاي. فقط الأول والثاني كان في البرنامج منذ بدايته والاخريين دخلوا إلى البرنامج لاحقاً.
```

اعتمد عرض اكس مان الترفيهى بشكل كبير على وجود جاسوس يقوم بالمهام ويخدع باقى الموجودين بالبرنامج لينجح.

## التاريخ
تم بث البرنامج لأول مرة في 8 نوفمبر 2003 كـ «كبرنامج منوع يعتمد بشكل اساسى على التلاعب النفسي الحقيقي»، موقف حقيقي: هو العثور على الجاسوس، وكان له ركن يوم السبت ضمن برامج المنوعات. في 10 أكتوبر 2004، تم نقل اسم البرنامج إلى يوم الأحد الجيد والمعروف ببساطة باسم اكس مان. في 5 نوفمبر 2006، أصبح البرنامج الوحيد في يوم الأحد الجيد وكان معروفًا رسميًا باسم اكس مان يوم الاحد الجيد حتى اذاعته في يوم 8 أبريل 2007.

### الوضع الحقيقي لعصريوم السبت
في الموسم الأول من البرنامج، كان المضيف الرئيسي للبرنامج هو كيم جي دونغ، مع قائدى الفريق كانغ هو-دونغ ويو جاي سوك بالتعاقب بينهم في استضافة البرنامج. ومع ابتداءً الموسم الثاني، أخذ يو جو سوك محل كيم جي دونج كمضيف رئيسي للبرنامج، وأصبح كيم جي دونغ قائد فريق كيم (فريق يو في الموسم 2). في خلال هذه المراحل المبكرة من البرنامج، كانت الألعاب الشائعة التي أصبحت من العناصر الأساسية للعرض كان وجود فرق للتنافس في العاب كركوب الخيل، إعادة نطق الكلمات الصعبة، الطيران، والضرب بالمقلاة بأقوى ضربة. وذلك تم إنشاؤه في مايو 2004.

### عصر الأحد الجيد
بعد تصنيفات البرنامج العاليه في الأوقات المسائية يوم السبت، تم نقل برنامج اكس مان إلى برنامج الاحد الجيد في شهر أكتوبر 2004، والذي حصل على أقل تقييم في توقيت يوم الأحد مساءً. بعد هذه الخطوة، أصبح الاحد الجيد الأعلى تقييمًا لأوقات الأحد المسائية، حيث تغلب على مساء ليلة الاحد لقناه الإم بى سى (MBC's Sunday) بحلول عام 2006.
كما بُث البرنامج في إطار يوم الأحد الجيد، ثم حدثت سلسلة من التغييرات في الفريق المنافس لفريق كانغ. تغير قادة الفريق من كيم جي دونج إلى جونج هيونج جين، وبارك كيونج ليم، وأخيراً إلى لي هيوك جاي. فريق المهمة المشهورة وركوب الخيل تم الغائهم فركوب الخيل ألُغى في أبريل 2005 بعد إصابة الكوميدي كيم كي ووك خلال هذه اللعبة. الفريق قتال الدجاج وفريق اذهب للقتال لاحقاضيفوا بدلا منهم. أيضا في عام 2005، أصبحت المهمة المشهورة فرق الأزواج ومحاربين للأبد موضوعا ساخن أعقبه تأديه رائعة من قبل الضيوف في البرنامج، والتي كانت تهدف إلى تشكيل الأزواج للعب ألعاب زوجيه.

### عصر الأحد الجيد اكس مان
مع إعادة هيكلة البرنامج في خريف عام 2006، تم إلغاء ركن الاحد الجيد الثانى البرنامج الثانى للأحد الجيد، مع إعادة هيكلة برنامج اكس مان (X-man) وبثه كبرنامج مستقل. تم اذاعته في يوم الاحد الجيد ك برنامج اكس مان الجديد، متخلي عن صيغة اللعبة النفسية واصبح مهمته عرقلة الفريق، وأصبح أفضل خيار بين مختلف المشاهير في الاستطلاعات. ولذلك، أصبح الهدف من اللعبة هو تخمين من سيكون صاحب النتيجة رقم واحد الذي يحصل عليه يستطيع نقل عضو من الفريق إلى أخر أو من الفريق الأخر إلى هذا الفريق وذلكيتم فقط إذا نجحوا في المهمة. يعطيهم ذلك فرصة إما لاستعادة شخص من الفريق الآخر أو إرسال شخص من الفريق. ويتم اختيار الفرق من خلال نظام اليانصيب،
مع إم سى يووه بمثابة «المقسم». الرقم الذي اختاره كان بمثابة الخط الفاصل بين الفرق (مع حصول كانغ هو-دونغ على الضيوف بأرقام قريبه، فيحصل لي هيوك-جاي على الأرقام الأخيرة). الفريق الذي لديه الاكس مان في النهاية يخسر «اللعبة» كلها. للأسف، لم يحصل الشكل الجديد على شعبية وتم إلغاؤه وإعادة هيكلة البرنامج في ربيع عام 2007. تم استبداله ببرنامج (هاجا جو)(하자! 고)، والتي استضافه أيضًا يو جاي سوك، مع انتقال كانغ هو دونغ إلى برنامج (كيه بى إس هابى صنداى)(KBS's Happy Sunday). وأصبح الاكس مان آخر برنامج في التقييم الاعلى في التقييم في كوريا الجنوبيه تم تقديمه من يو جوس سوك وكانغ هو-دونغ.

## بنيهالبرنامج
تم تقسيم كل موسم إلى حلقتين، بثوا في أسابيع متتالية. تم تقسيم الموسم الأول إلى ستة حلقات، مع ثلاثة فرص للعثور على الاكس مان. تم تقسيم الموسم الثاني والثالث إلى أربع حلقات، مع فرصتين للعثور على الاكس مان. وبدءً من الموسم الرابع، كان لدى المتنافسين فرصة واحدة فقط في (حلقتين) للعثور على الاكس مان.

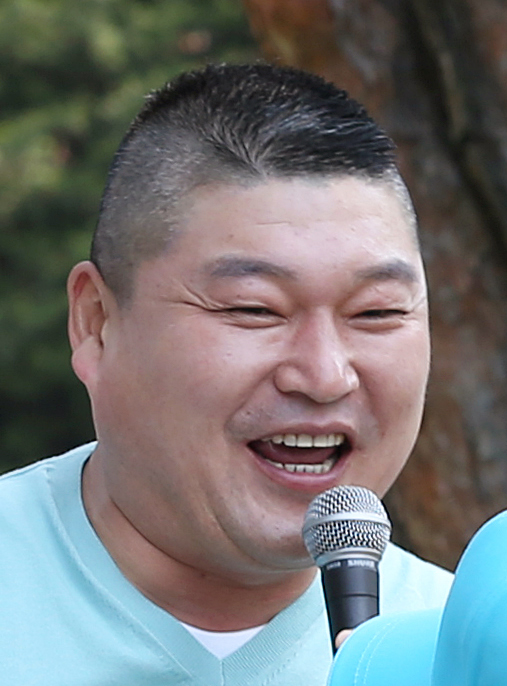
كانغ هو دونغ

قُسم العديد من المشاهير إلى فريقين، بقيادة أحدهم كانغ هو-دونغ (فريق كانغ) والثاني بواسطة المضيف الرئيسي الآخر عمل يو جاي سوك كوسيط في البرنامج وكمضيف رئيسي. في بداية كل حلقة، كان يتم اختيار أحد المشاهير من قبل المنتج ليكون الاكس مان، الذي تمثلت مهمته الرئيسية في تعطيل العمل الجماعي في فريقه أو إلقاء تحديات مع الحفاظ على سرية هويته. إذا فازت الفرق تحصل على مليون وان(₩1 million). ومبالغ الفوز السابقة في البرنامج لم يتم الاعلان عن كمها.
بعد كل المهمات، قام الضيوف بالتصويت على من يعتقدون أنه الاكس مان. ثم بعد ذلك اختبار البصمة الرقمى للمشترك المشكوك به من قبل باقى الاعضاء لمعرفة إذا كان اختيارهم صحيح. إذا اختار الآخرين بشكل صحيح، يتم التبرع بأي أموال حصلوا عليها في الفوز للجمعيات الخيرية، بأسماء مختلف الضيوف الفائزين. إذا فشلوا في العثور على الاكس مان، يُعتبر أن الاكس مان قد نجح ويتم التبرع بالمال الذي يفوز به للجمعيات الخيرية تحت اسم الضيف الاكس مان.

## المهمات
تميز الاكس مان بالعديد من المهام التي أصبحت ذات شعبية كبيرة لدى الجمهور العام. تألفت المهمات من مختلف الألعاب البدنية والعقلية التي تغيرت كل بضعة أشهر.

### المهمات الرئيسية
- ركوب الخيل (단결! 말타기) [موسم 1-34]: هي لعبة كورية تقليدية.
- إعاده نطق كلام صعب في توقيت زمنى معين[الموسم1-13,24].
- أجرى!البالون/اختبار الازواج (달려라!) 붕선/커플 귀즈)(موسم3-9,12,13)
- الزيجات الجديدة هي جميلة (신혼은 아름다워)(الموسم 2-10)-يجب على الأزواج من كل فريق إكمال مهمه من العقبات بشكل أسرع من الفرق الأخرى.
- بالطبع (당연하지!) [موسم 10-70] - لعبة حيث يواجه اثنان من الأعضاء في طرح الأسئلة (محرجة) بعضهما البعض ويجب على الخصم أن يقول «بالطبع!». يخسر العضو إذا كان غير قادر على قول «بالطبع»! ويتم نقر الخصم الخاسر.
- ازواج ومحاربين للابد (커플장사 만만세) (موسم11،14-70) - يقوم بعمل ازواج من الأعضاء الذكور والإناث في كل فريق ويلعبون الألعاب. خلال الموسم 66 و 67، تمت إضافة عنصر النجاة، حيث سيختار من يريد أن تكون شريكته مباشرة بعد أن يؤدي الضيف الذكر عرض. إذا قبلت، فإنهم يصبحوا زوجان، ولكن بإمكانها تغيير رأيها إذا اختارها رجل آخر بعد ذلك ليقوموا بعمل فريق.
- قتال الدجاج (단결! 닭싸움)(موسم 30,36-39,41,44-47,49,51)- وهي لعبة كورية تقليدية حيث يتقاتل في قتال الدجاج حيث تقف على ساق واحدة وتحاول ضرب خصومك أثناء الإمساك بالكاحل الآخر ليخسر من يقع. كانت هذه مهمة ثانوية في الموسم 30.
- الذهاب للقتال (단결! 고싸움)(موسم 48,50,52-61,64)- الفرق تقف على منصة مرتفعة ويجب دفع الفريق الآخر خارج للفوز. كانت هذه اللعبة كإحماء في الموسم 61.
- البقاء على قيد الحياة سكاى بريدج [موسم 63-70] - كانت هذه لعبة إحماء في الموسم 64.

## مضيفين البرنامج

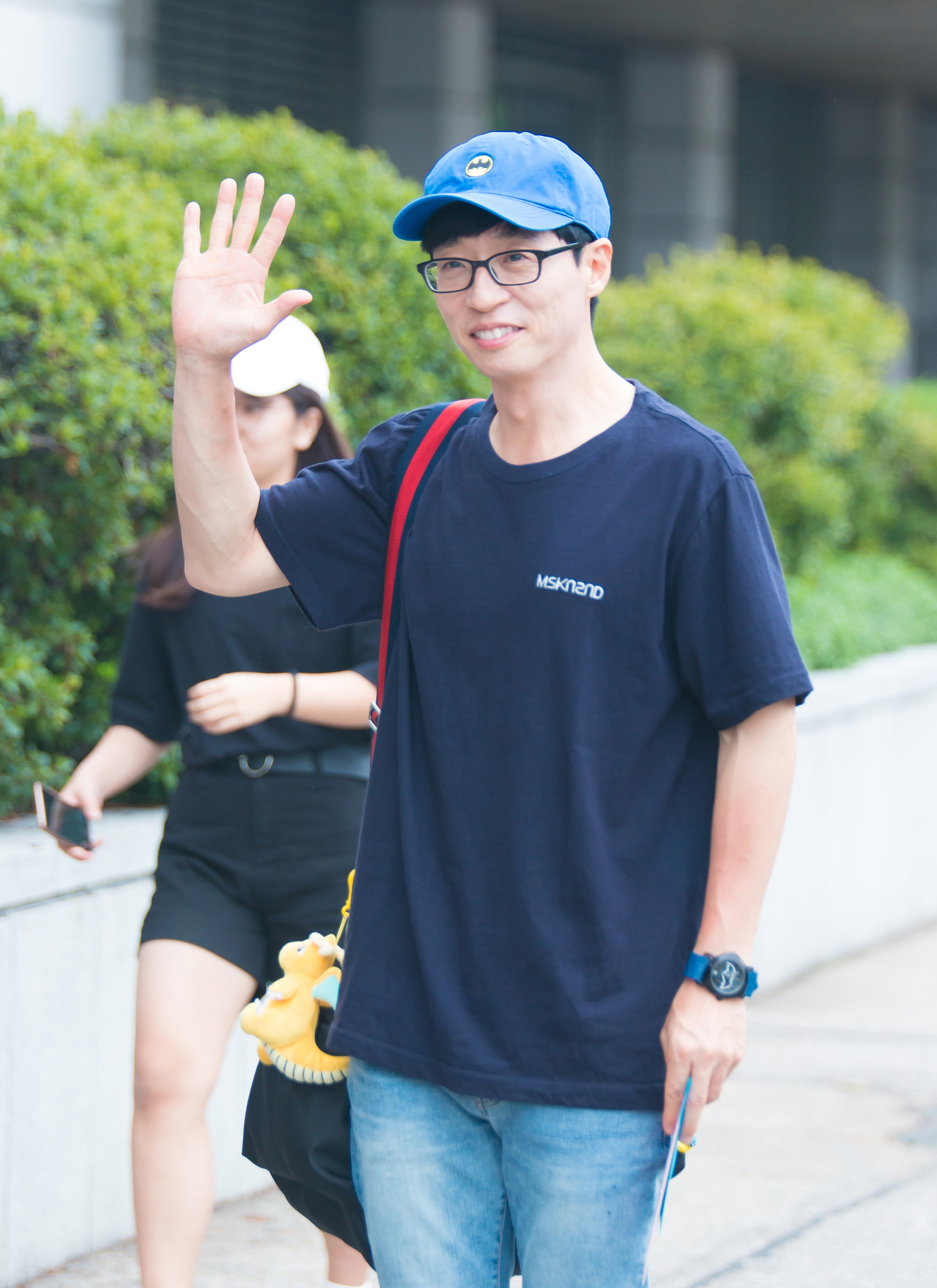
يو جاى سوك المضيف الرئيسى للبرنامج

- يو جاي سوك: المضيف الرئيسي لكن في الموسم 1 كان قائد الفريق يو.
- كانج هو دونغ: قائد الفريق كانغ.
- كيم جي دونغ (8 نوفمبر 2003 - 28 نوفمبر 2004): قائد الفريق كيم والموسم 1 كان المضيف الرئيسي.
- جونج هيونج جين (5 ديسمبر 2004 - 1 مايو 2005): قائد الفريق قونغ.
- بارك كيونغ ليم (8 مايو 2005 - 30 أبريل 2006): قائد الفريق بارك.
- لي هيوك جاي (7 مايو 2006 - 8 أبريل، 2007): قائد الفريق لي.

## قائمة الحلقات
- قائمة حلقات برنامج اكس مان

## الجوائز والإنجازات

نظام البث سيول (إس بى سى)

- جوائز SBS الترفيهية (30 ديسمبر) 2007.[6]
- جائزة برنامج الموجة الكورية - اكس مان.
- الجائزة الكبرى (Daesang) - كانغ هو دونغ.

## وصلات خارجية
- (بالكورية) الصفحة الرئبسية لأكس مان الجديد